# Olha Ilkiw

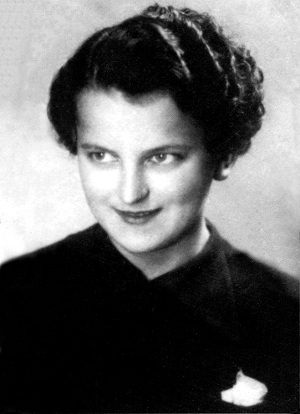
Olha Ilkiw

Olha Faustyniwna Ilkiw (ukrainisch Ольга Фаустинівна Ільків; 21. Juni 1920 in Stryj – 6. Dezember 2021 in Lwiw) war eine ukrainische Partisanin und Verbindungsoffizierin der Ukrainischen Aufständischen Armee (UPA). Sie ist in der Ukraine vor allem als Verbindungsoffizierin des Oberbefehlshabers Roman Schuchewytsch bekannt.
Ilkiw saß dafür 14 Jahre lang in sowjetischen Gefängnissen ein.
2008 wurde ihr der Orden der Fürstin Olga, dritter Klasse, verliehen und 2015 wurden sie und die anderen Mitglieder der Partisanenarmee UPA vom ukrainischen Parlament als Unabhängigkeitskämpfer anerkannt. Jedoch wird die UPA vor allem in der Ostukraine und in Polen als verbrecherische Organisation betrachtet, die zeitweise mit den Nazis kollaborierte und Kriegsverbrechen wie das Massaker in Wolhynien und Ostgalizien beging, denen bis zu 300.000 Polen zum Opfer fielen.

## Leben
Ilkiw wurde am 21. Juni 1920 als Tochter von Faustin Ilkiw and Rosalia-Caterina (geborene Kotsur) in Stryj geboren, das zu dieser Zeit Teil der neu gegründeten Zweiten Polnischen Republik war.
Nach der Scheidung der Eltern 1934 lebte sie mit ihrer Mutter in Warschau und besuchte das Ukrainische Institut für Mädchen in Przemyśl, wo sie auch der ukrainischen Pfadfinderorganisation Plast beitrat. Am 30. Juni 1941 schloss sie sich der Organisation Ukrainischer Nationalisten (OUN) an. Nachdem Teile der Ukraine von Nazideutschland eingenommen und als Reichskommissariat Ukraine (RKU) besetzt worden waren, floh Ilkiw nach Schytomyr, wo sie Arbeit bei der Bahn fand. Dort nutzte sie ihre Dokumente, um Fahrscheine für ukrainische Aufständische zu besorgen. Außerdem gehörte es zu ihren Aufgaben neue Mitglieder für de Frauenflügel der OUN zu rekrutieren.
Im April 1943 heiratete Ilkiw Wolodymyr „Danylo“ Lykota, ein Mitglied der Ukrainische Aufständische Armee (UPA), dem militärischen Flügel der OUN. Das Paar hatte zwei Kinder, Zwenislawa (geboren 1946) und Wolodymyr (geboren 1947). Im Frühjahr 1947, als ihre Tochter drei Monate alt war, wurde ihr die Aufgabe übertragen den Oberbefehlshaber der UPA Roman Schuchewytsch zu verstecken. Man war der Ansicht, dass sie junge Familie sich als perfekte Tarnung eigne und Ilkiw ging dafür sogar eine Scheinehe mit Schuchewytschs Leibwächter Lubomyr Poljuha ein, der ebenfalls über gefälschte Papiere verfügte. Ilkiws Ehemann Wolodymyr fiel am 17. März 1948, ohne je seinen Sohn gesehen zu haben.

### Gefangenschaft
Die Führung der OUN entschied Ilkiw und ihre kleinen Kinder in den Donbas zu schicken, wo sie ein neues Leben beginnen sollten. In letzter Minute beschloss sie jedoch sich von Freunden in Lwiw zu verabschieden, wo sie am 14. März 1950 verhaftet und als Mitglied des Widerstands inhaftiert wurde. Im Gefängnis erfuhr sie, dass Schuchewytsch wenige Tage vor ihrer Verhaftung in seinem Versteck im Dorf Bilohorshcha nahe Lwiw angegriffen und von einer Einheit des Ministeriums für Staatssicherheit der UdSSR getötet worden war. Ilkiw selbst wurde geschlagen, gefoltert und von ihren Gefängniswächtern gezwungen psychotische Substanzen zu nehmen.
1952 wurde sie wegen „Teilnahme in einer antisowjetischen Gruppierung“ zu 25 Jahren Haft verurteilt. Ihre Kinder kamen in ein Heim in Pohuljanka, wo sie in Wira and Andrij Bojko umbenannt wurden, und als regimetreue Leninisten erzogen werden sollten.
Nach Stalins Tod im Jahr 1953 begnadigte sein Nachfolger Nikita Chruschtschow hunderte Gefangene unter der Bedingung, dass sie ihrer Sache abschwörten. Ilkiw tat dies jedoch zusammen mit nur drei anderen Frauen in der gesamten Sowjetunion nicht. Alle vier, Ilkiw sowie Kateryna Zaryzka, Halyna Didyk und Darja Husjak waren ehemalige Verbindungsoffiziere von Schuchewytsch. Um zu verhindern, dass sie andere Insassen anstifteten, wurden sie zusammen in eine Zelle gesperrt. Erst 14 Jahre nach ihrer Verurteilung stellte sie ein Begnadigungsgesuch – auf Anraten eines KGB-Offiziers, der ihr mitteilte, dass ihre Kinder bald die Schule abschließen würden und niemanden sonst hatten, da ihre Mutter gestorben war. Sie wurde entlassen. Bereits 1953 war es ihr gelungen ihre Kinder trotz der Namensänderung aufzuspüren. Nachdem sie jahrelang weder lesen noch schreiben durfte, war ihr erlaubt worden pro Jahr einen Brief zu schreiben, was sie nutzte, um der Leiterin des Kinderheims Walentina Antipowa zu schreiben, die ihre Anfrage auf eigenes Risiko beantwortete. So erst erfuhren ihre Kinder, dass ihre Mutter noch am Leben war.

### Späte Jahre

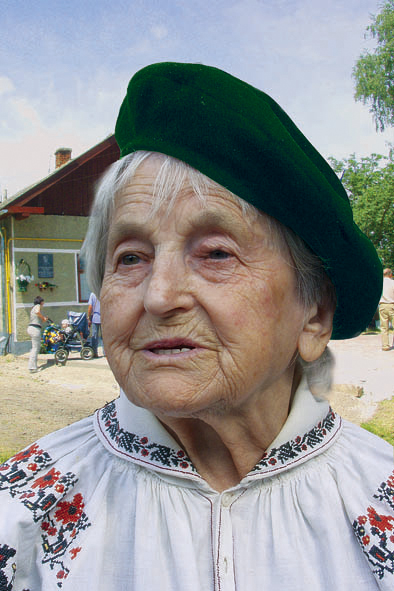
Ilkiw 2007

Ab September 1964 arbeitete Ilkiw in einem Kiosk, als Garderobenfrau und Krankenschwester in Lwiw und ab 1966 als Hausmeisterin. Schließlich fand sie 1972 Arbeit im Historischen Museum von Lwiw, wo sie bis zu ihrer Pensionierung 1976 blieb. Danach arbeitete sie in der Abteilung des Museums für Volksarchitektur und Leben von 1977–1979.
Ilkiw nahm an der konstituierenden Sitzung des Kongress Ukrainischer Nationalisten (KUN) teil, einer 1992 In Kiew gegründeten Partei, die sich als Nachfolger der OUN betrachtet. Von 1995 bis 2000 war sie außerdem stellvertretende Vorsitzende der Liga Ukrainischer Frauen.
Ilkiw starb am 6. Dezember 2021 im Alter von 101 in Lwiw.